# Theridion obscuratum
Theridion obscuratum är en spindelart som beskrevs av Zhu 1998. Theridion obscuratum ingår i släktet Theridion och familjen klotspindlar. Inga underarter finns listade i Catalogue of Life.